# Дафни (Света Гора)
Дафни или Дафина (грч. Δάφνη) је приморско насељено место и главна лука на Светој Гори, Грчка. Према попису из 2021. године било је 2 становника.
Дафни је старо насеље али се до 1940. године није водило као посебно насеље, тада је имало 105 становника. Има редовну бродксу линију са Урануполијем, нарочито током летњег периода када туристи посећују Свету Гору.